# الهام علی
الهام علی (۳۱ اوت ۱۹۸۵) بازیگر سعودی است. شروع خود را با تئاتر آغاز کرد، سپس به تلویزیون رفت و برنامهٔ صبحگاهی «آجیل» را در کانال یک تلویزیون عربستان ارائه کرد. اولین تجربه بازیگری او، سریال «ریحانه» به کارگردانی جمعان الرویعی بود. سپس حرفهٔ بازیگری خود را ادامه داد و نقش‌های بسیاری آفرید. الهام علی و شوهرش خالد صقر به عنوان زوج هنری در تعدادی از برنامه‌ها و فیلم‌هایی گرد هم آمده‌اند و هم‌بازی شده‌اند.

## زندگی و پیشه
الهام علی متولد ۳۱ اوت ۱۹۸۵ در ظهران است. فعالیت هنری خود را از تئاتر آغاز کرد، سپس با اجرای برنامهٔ «آجیل» (به عربی: مكسرات) به عنوان مجری برنامه در کانال یک تلویزیون عربستان سعودی به تلویزیون رفت. الهام علی تحصیلات دبیرستان خود را در عربستان سعودی به پایان رساند، سپس با خانواده اش به بحرین مهاجرت کرد و دوباره به تئاتر بازگشت. او توانست جایزهٔ بهترین بازیگر زن در حال ظهور را دریافت کند و شهرتش افزون شد تا اینکه اولین تجربهٔ بازیگری اش را در سریال «ریحانه» به نمایش گذاشت.
فعالیت‌های هنری الهام علی در سال ۲۰۱۴ ادامه یافت و او در فیلم‌های «دلتنگی شبانه» (به عربی: حنين السهارى)، «عشق را جنون است» (به عربی: للحب جنون)، «بقایای مؤنث» (به عربی: بقايا أنثى) و «انیسةُ الوَنیسه» شرکت کرد. در سال ۲۰۱۶ با «هتل مشاهیر» (به عربی: فندق المشاهير) به تئاتر بازگشت و در این سال در سریال‌های «پنج دختر» (به عربی: خمس بنات)، «راه معلمان زن» (به عربی: طريق المعلمات)، «محلهٔ شیخ» (به عربی: حارة الشيخ) و «میان یک شب و روز» (به عربی: بين ليلة وضحاها) ظاهر شد. او در سال ۲۰۱۷ در سریال‌های «پارک ممنوع» (به عربی: ممنوع الوقوف) و «امانی العمر» حضور داشت. او با هنرمند کویتی حیات الفهد در سریال «همراه قلم حِصّه» (به عربی: مع حصة قلم) در سال ۲۰۱۸ هم‌بازی شد، سپس در «داستان‌های انسان» (به عربی: قصص بشر)، «عطر روح» (به عربی: عطر الروح)، «عشق بدون مرز» (به عربی: حب بلا حدود)، «بلوک غشمره» (به عربی: بلوك غشمرة) و «بدون فیلتر» (به عربی: بدون فلتر) حضور داشت.در سال ۲۰۱۹ در سریال‌های «بازار خون» (به عربی: سوق الدماء)، «سریع سریع» (به عربی: سريع سريع)، «استودیوی مشاهیر» (به عربی: ستديو المشاهير)، و فیلم «فاصلهٔ صفر» (به عربی: المسافة صفر) و سریال «العاصوف» ظاهر شد که به موفقیت‌های زیادی دست یافت. در سال ۲۰۲۰ با حیات الفهد در سریال «ام هارون» دوباره هم‌بازی شد. الهام علی در سال ۲۰۲۱ با سریال «آدم‌ربایی» (به عربی: اختطاف) به موفقیت بزرگی دست یافت. سپس در سریال‌های «ساعت امید» (به عربی: ساعة أمل) و «مسیر سفر» (به عربی: سكة سفر) در سال ۲۰۲۲ شرکت کرد. الهام علی در سریال «طاش العوده» در سال ۲۰۲۳ و سریال «جنایت قلب» (به عربی: جريمة قلب) ظاهر شد.
الهام علی در سال ۲۰۲۴ در اولین سریال سعودی اقتباسی از یک اثر ترکی، سریال «پاییز دل» (به عربی: خريف القلب) با هنرمندی عبدالمحسن النمر شرکت کرد. در ماه رمضان/ فوریهٔ ۲۰۲۵، در سریال «خیابان الاعشی» (به عربی: شارع الأعشى) بازی کرد.

## جایزه‌ها
الهام علی در دنیای هنر به موفقیت‌های چشمگیری دست یافته است و جوایز بسیاری را برای قدردانی از استعداد و بازی استثنایی خود در درام خلیجی دریافت کرد. برجسته‌ترین این جوایز، جایزهٔ «بهترین بازیگر زن عربستانی» است که او در چندین نوبت در عرصهٔ بازیگری دریافت کرده است. در جشنواره فیلم دبی ۲۰۱۹ به دلیل بازی‌تش در تعدادی از آثار نمایشی و سینمایی، جایزهٔ «ممتاز بازیگری» را دریافت کرد. در سال ۲۰۲۲، او برندهٔ جایزهٔ بهترین بازیگر زن از جوایز سرگرمی‌سازان شادی (به انگلیسی: Joy Awards) در طول فعالیت‌های فصل ریاض شد. الهام علی همچنین جوایز محلی و بین‌المللی زیادی دریافت کرد که به او شهرت گسترده‌ای در محافل هنری خلیجی و عربی بخشید.

## زندگی شخصی
الهام علی با بازیگر سعودی خالد صقر در ماه مهٔ ۲۰۲۱ ازدواج کردند. این ازدواج پس از اعلام نامزدی آنها در سال ۲۰۲۰ انجام شد.  در بسیاری از آثار نمایشی با خالد صقر همکاری کرده که به موفقیت‌های بزرگی دست یافتند، آنها با هم نقش‌های برجسته‌ای در سریال‌های خلیجی ارائه کردند که مورد تحسین تماشاگران قرار گرفت. الهام علی ۱٫۶۳ سانتیمتر قد دارد.